# Elisabeta Moldovan
Elisabeta Moldovan es una activista rumana conocida como representante del movimiento por la desinstitucionalización de las personas con discapacidad intelectual. Es presidenta de la Asociación Ceva de Spus de Rumanía, una asociación ligada al movimiento de auto representantes que promueve procesos de desinstitucionalización y promoción de servicios basados en la comunidad. Moldovan también es miembro de la junta directiva de Inclusion Europe y pertenece al grupo directivo que organiza cada congreso de la Plataforma Europea de Auto Representantes (EPSA).
Moldovan promueve un discurso de apoyo a las personas con discapacidad para que formen parte de la sociedad y puedan vivir así fuera de las instituciones. Basa sus ideas en su propia experiencia vital, ya que pasó 23 años viviendo en instituciones en condiciones que describe como inhumanas. Su experiencia ha inspirado la creación de una novela gráfica sobre la vida en estas instituciones. La novela, realizada por Dan Ungureanu, está disponible en rumano e inglés. El título en inglés es "Becoming Eli".
Ha participado como conferenciante en eventos internacionales como el Congreso de EPSA celebrado en Madrid en 2015, el I Encuentro de Prácticas Admirables de Plena inclusión celebrado en 2016 en Córdoba o el encuentro de EPSA celebrado en Bruselas en 2017.